# Araeopus setosus
Araeopus setosus är en insektsart som först beskrevs av Ernst Friedrich Germar 1830.  Araeopus setosus ingår i släktet Araeopus och familjen sporrstritar. Inga underarter finns listade i Catalogue of Life.